# Anthony Anderson
Anthony Anderson, född 15 augusti 1970 i Los Angeles, Kalifornien, är en amerikansk skådespelare och komiker. Han har medverkat i många filmer och TV-serier. Han har medverkat i Black-ish och The Bernie Mac Show under femte och sista säsongen. Anderson är känd för sina huvudroller i dramaserier som K-Ville, The Shield och som NYPD-detektiven Kevin Bernard på I lagens namn. 
Han är gift med sin maka Alvina. Paret har två barn tillsammans.

## Filmografi
- 1999 – Liberty Heights
- 2000 – Romeo Must Die
- 2000 – Big mommas hus
- 2001 – Spot – En hund på rymmen
- 2001 – Exit Wounds
- 2002 – Barbershop
- 2003 – Kangaroo Jack
- 2003 – Cradle 2 the Grave
- 2003 – Malibu's Most Wanted
- 2003 – Scary Movie 3
- 2004 –  Agent Cody Banks 2: Destination London
- 2006 – The Departed
- 2007 – Transformers
- 2011 – Scream 4
- 2014–Nutid – Black-ish (TV-serie)
- 2025 – G20